# Kasey Smith
Kasey Smith (ur. 29 marca 1990 w Dublinie) – irlandzka piosenkarka, liderka girlsbandu Wonderland, reprezentantka Irlandii (wraz z zespołem Can-Linn) podczas 59. Konkursu Piosenki Eurowizji (2014).

## Kariera muzyczna
W 2008 weszła w skład girlsbandu Wonderland, którego została jedną z liderek. W 2013 ubiegała się o reprezentowanie Irlandii podczas 58. Konkursu Piosenki Eurowizji z utworem „Kiss Me”, jednak w irlandzkich preselekcjach eurowizyjnych zajęła trzecie miejsce.
W 2014 wraz z zespołem Can-Linn została wybrana reprezentantką Irlandii podczas 59. Konkursu Piosenki Eurowizji z kompozycją „Heartbeat”, którą napisali Jonas Gladnikoff, Rasmus Palmgren oraz Patrizia Helander. Trio autorów uzupełnione o Hazel Kaneswaran odpowiadało także za skomponowanie utworu. Piosenka została wydana nakładem HK Records i dotarła do 39. miejsca w zestawieniu Top 100 Singles. 8 maja reprezentanci wystąpili z dziewiątym numerem startowym w drugim półfinale konkursu i nie zakwalifikowali się do sobotniego finału, zajmując ostatecznie dwunaste miejsce i zdobywając 35 punktów od telewidzów i jurorów.

## Single
| Rok  | Tytuł                         | Najwyższa pozycja na liście |
| Rok  | Tytuł                         | IRL                         |
| ---- | ----------------------------- | --------------------------- |
| 2013 | „Kiss Me”                     | –                           |
| 2014 | „Heartbeat” (wraz z Can-Linn) | 39                          |